# Alexej Manvelov
Alexej Manvelov, né le 31 mars 1982 à Moscou, est un acteur suédois.

## Biographie
Alexej Manvelov naquit et passa le début de son enfance en Union soviétique. Sa mère est d'origine russe et son père, d'origine kurde, vient de Syrie. À l'âge de 10 ans, il déménage avec le reste de sa famille en Suède et grandit à Ljungsbro, puis à Linköping. Il a travaillé dans le bâtiment, plus précisement la tôlerie, et a été portier au début de sa carrière. Il commence sa carrière d'acteur en 2009 et multiple les seconds rôles dans les séries télévisées, parmi lesquelles Beck, Jordskott, Chernobyl, Occupied et Undercover.

## Filmographie

### Cinéma
- 2022 : The contractor de Tarik Saleh : Asset (non crédité)[3]
- 2023 : Un jour et demi (En dag och en halv) de Fares Fares : Artan

### Télévision
- 2017 : Innan vi dör (série suédoise), Davor [4]
- 2018 : The dying detective (Den doende detektiven), Max[5]
- 2018 - now : Sthlm Requiem de Karin Fahlén et Lisa Ohlin, Peder Rydh[6]
- 2019 : Chernobyl (série), un soldat qui a fait l'Afghanistan et qui fait partie d'un trinôme chargé d'éliminer les animaux domestiques abandonnés après l'évacuation de la zone des 30 km autour de la centrale.
- 2015 - 2019 : Occupied de Erik Skjoldbjærg, Nicolaj
- 2020 - 2023 : Top Dog de Molly Hartleb, Alexis Almström et Ahmed Abdullahi, Teddy[7]
- 2025 : Les Dossiers oubliés (Department Q) (série TV 9 épisodes) de Scott Frank et Chandni Lakhani : Akram Salim[8]